# Yoshida Kenkō
Pour les articles homonymes, voir Kenko (homonymie) et Yoshida.
 (avril 2025).
Yoshida Kenkō (japonais: 吉田兼好; Yoshida Kenkō; 1283?–1350?) ou Urabe Kenkō était un auteur japonais et un moine bouddhiste. Yoshida est son nom de moine, Urabe son nom « civil ».
Son œuvre la plus connue, et l'une des plus étudiées de la littérature médiévale japonaise, est Tsurezuregusa (« Les Heures oisives »), écrite pendant les périodes Muromachi et Kamakura.

## Vie et œuvre
Kenkō est probablement né en 1283, fils d'un fonctionnaire. Son nom originel était Urabe Kaneyoshi (卜部兼好). Il devint officier des gardes du palais impérial. Plus tard, il se retira de la vie publique, changea son nom en Yoshida Kenkō, et devint un moine bouddhiste (secte Tendai) et un ermite. Les raisons n'en sont pas connues, mais on a supputé que c'était soit à cause d'un amour malheureux pour la fille du préfet de la province d'Iga, ou une transformation causée par son deuil après la mort de l'empereur Go-Uda.
Bien qu'il ait aussi écrit de la poésie et participé à des concours de poésie à la cour impériale (on retrouve des traces de sa participation en 1335 et 1344), la réputation de Kenkō est fondée sur son Tsurezuregusa, composé de 243 courts essais et publié après sa mort. Les essais portent sur la beauté de la  nature, le caractère transitoire de la vie, les traditions, l'amitié, et d'autres concepts abstraits. L'œuvre est écrite dans le style zuihitsu (« suivre le pinceau »), un type d'écriture au fil des idées qui permet au pinceau de l'écrivain de passer d'un sujet à l'autre, conduit seulement par la direction de ses pensées. Certaines parties sont de brèves remarques d'une phrase ou deux, d'autres s'étendent sur quelques pages, souvent avec un commentaire personnel.
Le Tsurezuregusa était déjà populaire au XVe siècle, et était considéré comme un classique à partir du XVIIe. Il figure toujours au programme des lycées japonais.